# Lafresnoye
Lafresnoye est une ancienne commune française (dans le département de la Somme) aujourd'hui intégrée à celle de Lafresguimont-Saint-Martin.

## Géographie
Lafresnoye est un village rural picard dépendant de Lafresguimont-Saint-Martin et situé à l'est de Beaucamps-le-Jeune, entre deux autres villages composant également Lafresguimont-Saint-Martin, Laboissière-Saint-Martin (au Nord) et Montmarquet (au Sud).

## Toponymie
La localité était connue sous le nom de Fraxineta en 1236, Fraxinea en 1248 ; Fraxinete au XIIIe siècle.

## Histoire
Selon le Dictionnaire historique et archéologique de la Somme, l'histoire des lieux est résumé ainsi : « D'après la tradition, une colonie normande, occupée au défrichement de la grande forêt qui recouvrait le plateau s'étendant entre la Bresle et le Liger, habitait déjà, vers l'an mil, l'endroit où est situé Lafresnoye. Durant la guerre de Cent Ans, en 1417, des bandes qui, sous la conduite de Jean de Fosseux, ravageaient le pays et remontaient vers le Nord, par le chemin d'Aumale à Airaines, ancienne voie romaine, passant a l'extrémité du village, détruisirent Lafresnoye. Le comte d'Etampes, en 1444, incendia cette localité (...). Les coutumes de Lafresnoye furent rédigées en 1567 ».
« La seigneurie de Lafresnoye, aussi appelée Hamelet, était un membre de la seigneurie de Bretizel ».
Et, dans l'ordre religieux « Le prieuré fut fondé par Henri Biset, en 1070, avec l'assentiment d'Alix, comtesse d'Aumale ; Hugues, archevêque de Rouen, en 1142, puis le Pape Luce III, en 1185, ratifièrent cette fondation. Le prieuré de Lafresnoye procurait au seigneur certains droits, qui furent échangés, en 1280, contre une rente annuelle de 12 boisseaux de sel blanc ; Jean de Ponthieu, comte d'Aumale en 1289 et 1299, confirma cet échange ainsi que les donations, faites à l'abbaye du Tréport, de biens situés dans le comté d'Aumale, ne se réservant que « la haute justice et le plaid de l'espée ». La redevance de 12 boisseaux de sel fut payée en nature jusqu'à la fin du XVIe siècle. Pierre de Lafresnoye, à cause des édits du roi qui interdisaient le transport et la vente du sel, remplaça cette rente par cent sols, payables chaque_année au jour de la Saint-Remy.
En 1740 le prieuré de Lafresnoye n'etait plus qu'un bénéfice simple à la collation de l'abbaye de Saint-Michel du Tréport ».
Une maladrerie, signalée dès 1262 existait encore en 1453-1483.
On notait en 1667 une confrérie  de charité sous l'invocation de Saint-Roch et de Saint-Nicolas, chargée notamment d'annoncer les décès et enterrements, qui subsistait de manière informelle jusqu'à la fin du XIXe siècle.
Dans le cadre de la mise en œuvre de la Loi sur les fusions et regroupements de communes (ou Loi Marcellin)  du 16 juillet 1971  Lafresnoye a absorbé Guibermesnil, Laboissière-Saint-Martin et Montmarquet pour former en 1972 la commune de Lafresguimont-Saint-Martin.

## Administration
| Période                                  | Période | Identité               | Étiquette | Qualité |
| ---------------------------------------- | ------- | ---------------------- | --------- | ------- |
| Les données manquantes sont à compléter. |         |                        |           |         |
| 1843                                     | 1848    | Pierre Nicolas Lefevre |           |         |
|                                          |         | Michel Sannier         |           |         |

En 1972, Lafresnoye a perdu son autonomie et pris le statut de simple noyau central de Lafresguimont-Saint-Martin.

## Démographie
| 1793 | 1800 | 1806 | 1821 | 1831 | 1836 | 1841 | 1846 | 1851 |
| ---- | ---- | ---- | ---- | ---- | ---- | ---- | ---- | ---- |
| 495  | 468  | 481  | 423  | 499  | 479  | 480  | 460  | 409  |

| 1856 | 1861 | 1866 | 1872 | 1881 | 1886 | 1891 | 1896 | 1901 |
| ---- | ---- | ---- | ---- | ---- | ---- | ---- | ---- | ---- |
| 390  | 366  | 360  | 317  | 297  | 278  | 272  | 236  | 223  |

| 1906 | 1911 | 1921 | 1926 | 1931 | 1936 | 1946 | 1954 | 1962 |
| ---- | ---- | ---- | ---- | ---- | ---- | ---- | ---- | ---- |
| 218  | 207  | 202  | 191  | 205  | 176  | 196  | 198  | 205  |

| 1968 | - | - | - | - | - | - | - | - |
| ---- | - | - | - | - | - | - | - | - |
| 206  | - | - | - | - | - | - | - | - |

## Culture locale et patrimoine

### Lieux et monuments
- L'église Saint-Nicolas[6],[7]

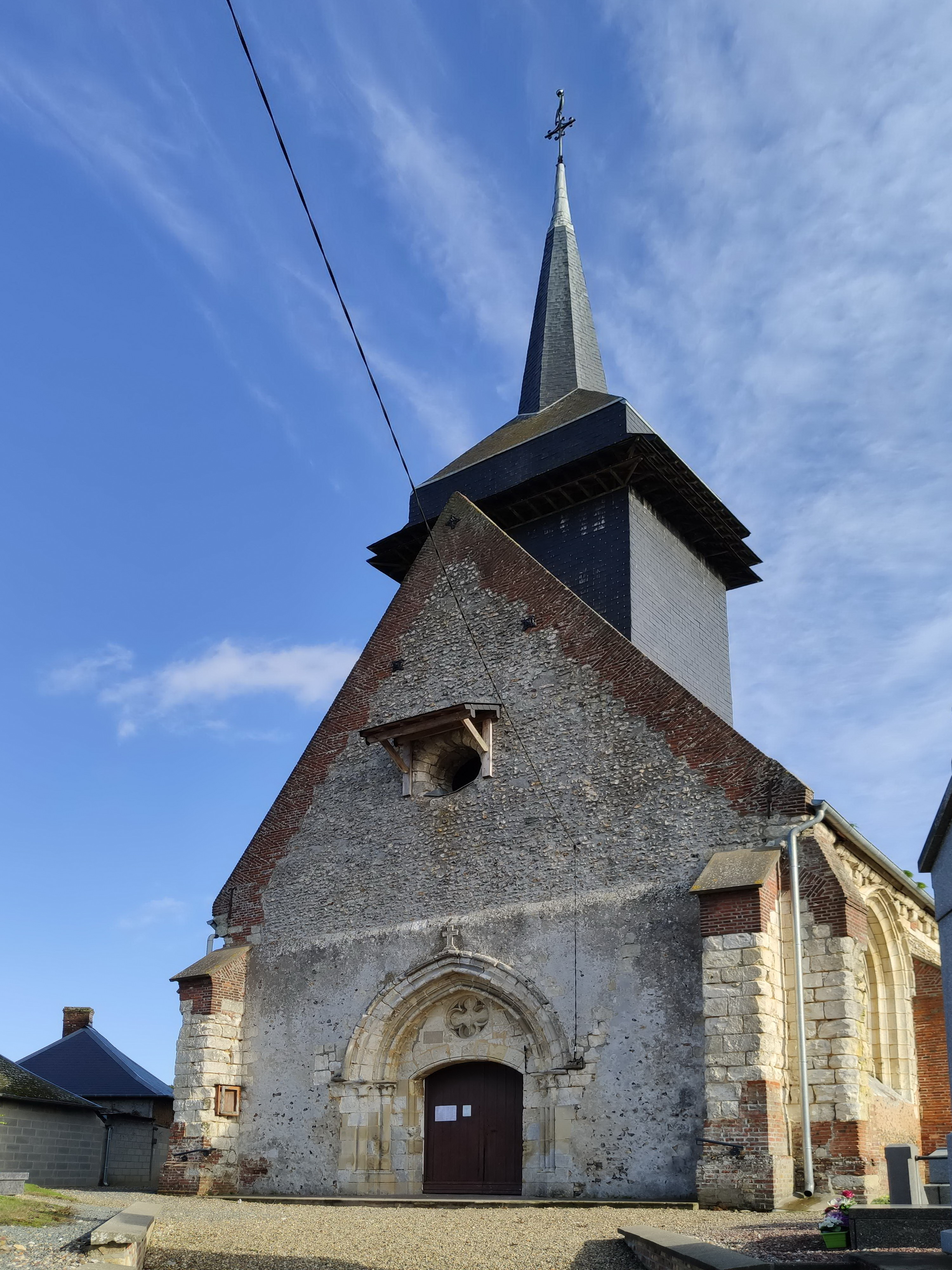
L'église Saint-Nicolas
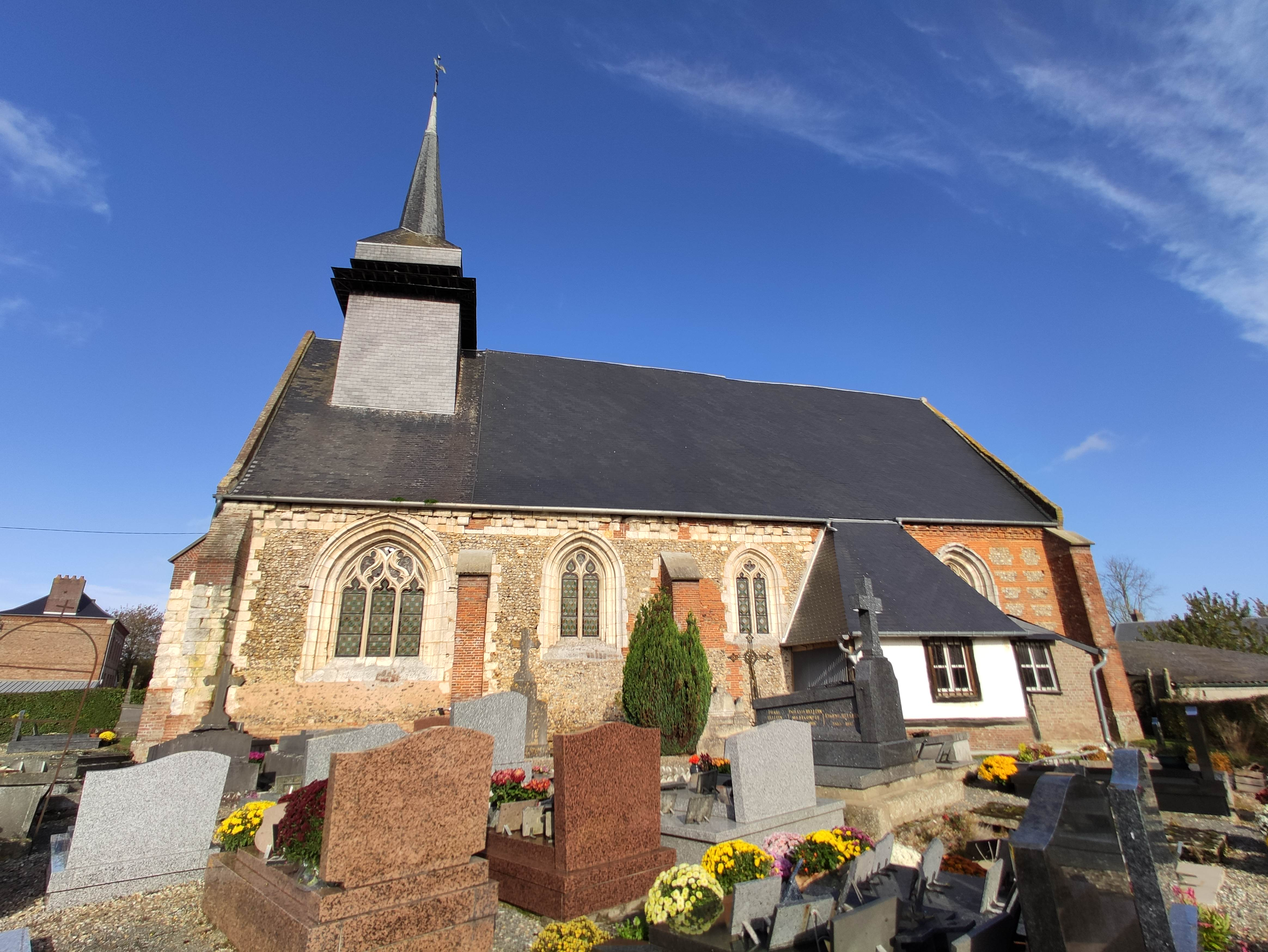
Façade Sud de l'église, alliant pierre, brique et silex.
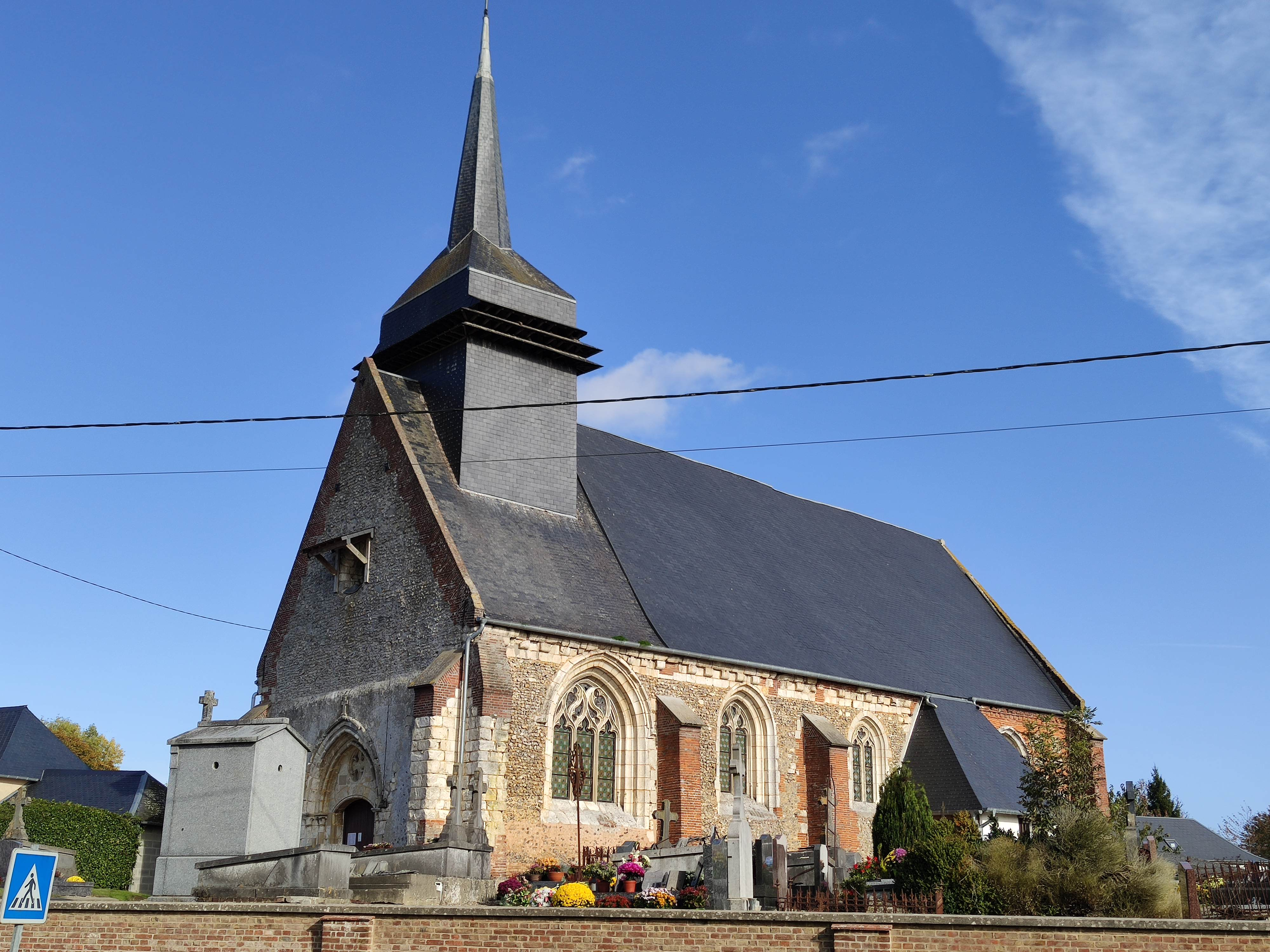
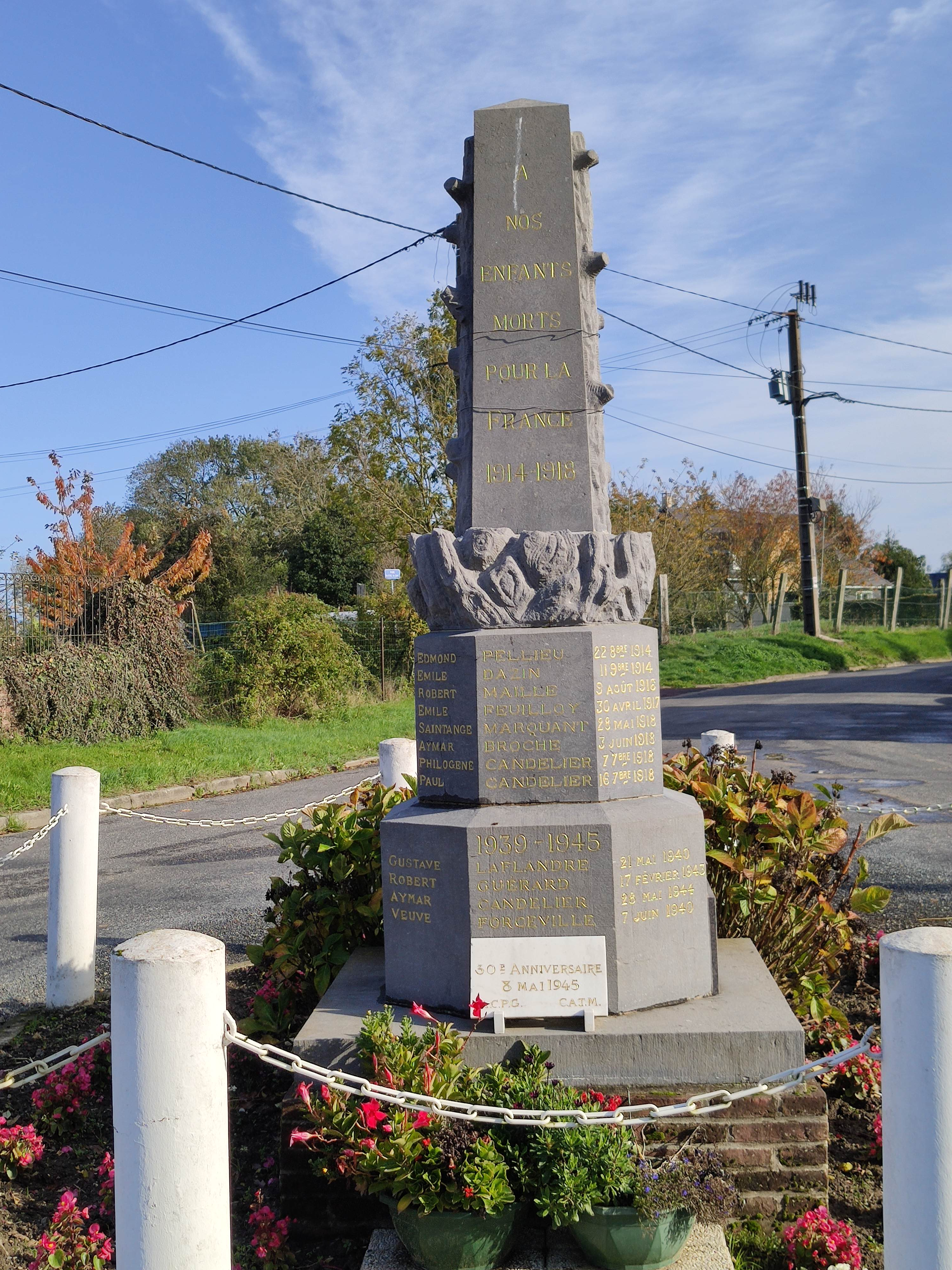
Monument aux morts

### Personnalités liées à la commune
- Henri-Joseph Torre et Barthélémy Jouannin, chasseurs au 53e bataillon de chasseurs alpins, tués à Lafesnoye le 8 juin 1940 lors de la Bataille de France et décorés de la médaille militaire à titre posthume[8].